# امبوهیمالزا، سامباوا
امبوهیمالزا، سامباوا (به لاتین: Ambohimalaza, Sambava) یک سکونتگاه مسکونی در ماداگاسکار است که در ساوا (ماداگاسکار) واقع شده‌است.

## خصوصیات
امبوهیمالزا ۸٬۰۰۰ نفر جمعیت دارد.